# San Giovanni Battista (Ghiberti)
La statua di San Giovanni Battista di Lorenzo Ghiberti fa parte del ciclo delle quattordici statue dei protettori delle Arti di Firenze nelle nicchie esterne della chiesa di Orsanmichele. Fu commissionata dall'Arte di Calimala e risale al 1412-1416. È in bronzo ed è alta 268 cm. Oggi si trova conservata all'interno del Museo di Orsanmichele, mentre all'esterno è sostituita da una copia.

## Storia
La statua fu la prima della serie di tre commissionate a Ghiberti da una corporazione (le successive furono il San Matteo e il Santo Stefano) e la prima in bronzo di tutta la serie. Il bronzo era un segno di prestigio per l'Arte che l'aveva commissionata, dato che arrivava a costare circa dieci volte di più del marmo. Nei Commentarii l'artista stesso ricordò, circa quarant'anni dopo, come l'opera fosse stata eseguita nel 1414, mentre fonti documentarie confermano che vi stesse lavorando già dal 1413 e che nel 1416 l'artista era ancora impegnato nelle rifiniture della statua, curatissime. Nello stesso periodo Ghiberti era impegnato nella fusione delle formelle della Porta Nord del Battistero di Firenze. 
La statua viene considerata la prima grande opera a tutto tondo fusa a Firenze col metodo della cera persa, recuperando la tecnica usata nell'antichità. La preoccupazione dell'artista per l'impresa è testimoniata da alcuni brani del suo diario, dove annotò il rischio di dover pagare a proprie spese in caso di una fusione senza successo. Per cautelarsi la statua venne fusa separatamente in quattro parti principali, poi assemblate, come ha dimostrato il restauro del 1994.
Il tabernacolo venne concepito dallo stesso artista, ma realizzato da Albizo di Piero. La statua originale venne rimossa dalla nicchia dove si trovava nel 1992 e sottoposta a restauro, curato dall'Opificio delle Pietre Dure, nel 1994, poi collocata nel museo nell'anno successivo.

## Descrizione

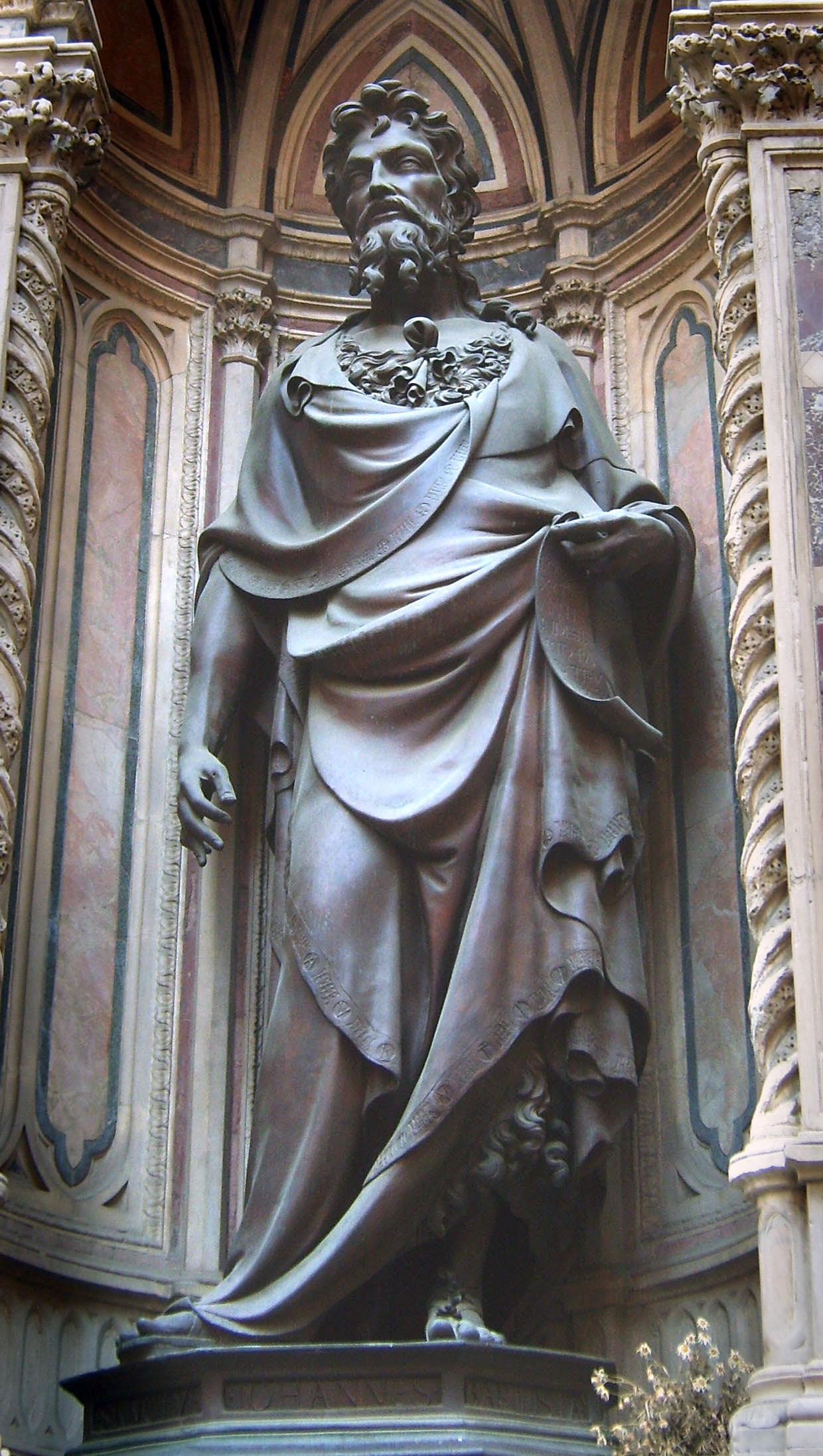
Vista dal basso (la copia all'esterno)

La statua ritrae san Giovanni Battista adulto, con la tipica pelle indosso, coperta in larga parte dal mantello. La scelta di raffigurare il santo adulto si rifaceva alla tradizione trecentesca, che venne sostituita nel Rinascimento alla preferenza per la raffigurazione come fanciullo o bambino. La statua è firmata sull'orlo inferiore della veste come OPUS LAURENTII. 
Nella mano sinistra reca un cartiglio, mentre in quella destra era presente il lungo bastone con la croce, suo attributo tipico, oggi scomparso. Ha una postura incurvata (hanchement), col peso del corpo sulla gamba sinistra e leggermente inclinata. Il volto è modellato con sottigliezza, ma l'espressione e la fisionomia sono genericamente ascetiche. Grande importanza nella figura ha il panneggio del mantello, impostato su ampie falcate ritmiche che nascondono le membra e che sono una chiara adesione al gusto gotico internazionale. Proprio in quegli anni, per circa un decennio, il gusto gotico trovava finalmente spazio a Firenze, seppure con gli adattamenti alla tradizione e al gusto locale, affiancandosi nelle commissioni parallelamente allo stile rinascimentale. Ghiberti fu un po' il mediatore tra i due stili, creando figure d'impostazione classica ma con elementi decorativi lineari ispirati all'arte gotica.
Il Vasari apprezzò nella statua la testa, in "buona maniera moderna", il braccio e le mani, mentre la critica dal Seicento al primo Novecento è stata più severa, relegandola tra le opere meno riuscite dello scultore. Non piaceva l'impostazione languida della figura e la mancanza di armonia tra parti realistiche e parti ornamentali, facendo parlare di un "pezzo d'oreficeria trasferito su larga scala", di eccessiva accuratezza decorativa. Il corpo appare infatti quasi sommerso dal panneggio e la testa troppo grande su spalle un po' esili, ma sono dettagli che comunque si attutiscono all'interno della nicchia originaria
Più recentemente si è invece apprezzato l'evoluzione stilistica di Ghiberti, apprezzandone le caratteristiche tardo gotiche intese come sviluppo piuttosto che come "regressione".

### La nicchia
Anche il disegno della nicchia è attribuito al Ghiberti, ma manca qualsiasi riscontro documentario. Originale è il coronamento mistilineo, di sapore tardogotico, così come i lobi che evidenziano l'arco a sesto acuto, altrimenti di una luce inusitata, incorniciando armoniosamente la statua: l'arco delle spalle richiama infatti l'andamento della nicchia e la grande falda diagonale del manto va a collocarsi in corrispondenza perfetta al centro dell'arco. Albizzo di Piero, l'artista che fu incaricato materialmente della costruzione, era un mastro scalpellino attivo in quegli anni alle nicchie e ai portali di Orsanmichele. Alla nicchia lavorarono inoltre il pittore Pesello, forse autore del disegno, del mosaico o di altre decorazioni, e il frate domenicano Bernardo di Stefano, mosaicista: esisteva infatti un mosaico nella cuspide testimoniato fino al XVII secolo, quando lo citò Filippo Baldinucci, mentre Gaetano Milanesi ne scorgeva ancora qualche traccia nel 1878: dal XX secolo non ne rimane niente.